# Guyancourt
Guyancourt település Franciaországban, Yvelines megyében. Lakosainak száma 29 758 fő (2022. január 1.). Guyancourt Versailles, Buc, Châteaufort, Magny-les-Hameaux, Montigny-le-Bretonneux, Saint-Cyr-l’École és Voisins-le-Bretonneux községekkel határos.

## Népesség
A település népességének változása:
| Lakosok száma | 548  | 594  | 610  | 27 546 | 27 328 | 28 839 | 28 633 | 29 471 | 29 269 | 29 758 |
|               | 1793 | 1806 | 1821 | 2013   | 2014   | 2016   | 2017   | 2019   | 2020   | 2022   |